# Sävjaån-Funbosjön
Sävjaån-Funbosjön este o arie protejată (arie specială de conservare — SAC, sit de importanță comunitară — SCI) din Suedia întinsă pe o suprafață de 263,1 ha, integral pe uscat.

## Localizare
Centrul sitului Sävjaån-Funbosjön este situat la coordonatele 59°51′58″N 17°51′05″E / 59.866°N 17.8515°E.

## Înființare
Situl Sävjaån-Funbosjön a fost declarat sit de importanță comunitară în aprilie 2004 pentru a proteja 3 specii de animale. Situl a fost protejat și ca arie specială de conservare în martie 2011.

## Biodiversitate
Situată în ecoregiunea boreală, aria protejată conține 1 habitat natural: Lacuri eutrofice naturale cu vegetație de tip Magnopotamion sau Hydrocharition.
La baza desemnării sitului se află mai multe specii protejate:
- mamifere (1): vidră de râu (Lutra lutra)
- pești (2): avat (Aspius aspius), zvârluga (Cobitis taenia)